# 平安镇 (白城市)
平安镇，是中华人民共和国吉林省白城市洮北区下辖的一个乡镇级行政单位。

## 行政区划
平安镇下辖以下地区：
新和社区、兴安社区、龙湾社区、陶瓷社区、平安社区、一心村、平安村、永平村、红光村、安全村、新合村、新胜村、三甲村、中兴村和辉煌村。